# Artzooka !
 (juin 2022).
Si vous disposez d'ouvrages ou d'articles de référence ou si vous connaissez des sites web de qualité traitant du thème abordé ici, merci de compléter l'article en donnant les références utiles à sa vérifiabilité et en les liant à la section « Notes et références ».
Artzooka ! est un magazine télévisé d'arts loisirs et créatifs présenté par Mark Antoine en 48 épisodes de 22 minutes, produite par France 5 et rediffusé sur France 4 (Okoo).
L'émission est diffusée en France sur France 5 dans Zouzous depuis le 3 septembre 2011 et rediffusé sur France 4 également dans Zouzous et au Québec dans Mini Tfo sur TFO.

## L'émission
L'émission est composée de :
- Le défis Artzooka! : lorsque Mark Antoine reçoit une lettre,
- Le film de Sac-à-Malices : la mascotte de l'émission fait son film,
- Le défis recyclage Artzooka! : Mark Antoine montre les objets qui vont composer la séance cinémagic,
- La séance cinémagic Artzooka! : le grand film où il faut retrouver un objet dans le décor.